# Souhvězdí Vodnáře
Vodnář (Aquarius, ♒) je jedno z nejstarších pozorovaných souhvězdí ve zvířetníku, tedy cesty Slunce po obloze. Znali ho již Babyloňané. Na starých babylónských kamenech byl Vodnář zobrazován jako klečící muž, který vylévá vodu z vědra na rameně. Všechny dávné civilizace si toto souhvězdí spojovaly v různých formách s vodou, s deštěm, záplavami, mořem, dokonce i s vínem. V roce 1846 objevil berlínský hvězdář Galle u hvězdy Ióta Aquarii další planetu sluneční soustavy, Neptun.

## Legenda
V Egyptě byl Vodnář symbolem nilských záplav a období dešťů. Egypťané se domnívali, že záplavy Nilu způsobuje Vodnář tím, že obrovským vědrem přelévá vodu z pramene Nilu do řečiště. Aztékové věřili, že Vodnář je podobiznou boha Quetzalcóatla, který připlouval z východních moří. V řecké mytologii představoval Dia, který lije proudy vody na Zem, aby potrestal hříšné lidstvo (obdoba biblické potopy světa). Podle legendy kdysi lidé bývali velmi dobří a šťastní. Na světě panovalo věčné jaro a toto období se nazývalo zlatý věk. Potom přišel stříbrný věk, v němž Zeus rozdělil rok na čtyři roční období a lidé museli snášet střídání veder a zim. Po něm nastal bronzový věk a nakonec nejhorší ze všech, železný věk. V něm byli lidé velmi zlí a sobečtí, pravda a ctnost téměř neexistovaly. Tehdy se Zeus rozhněval a vylil na Zem obrovské množství vody, v němž se všichni lidé utopili. Jen na vrcholku hory Parnas, jediném kousku pevné půdy se zachránil Prometheus, syn Deukalión, s manželkou Pyrrhou, kteří byli spravedliví, skromní a dobří. Oni potom založili nový lidský rod. Toto se prý přihodilo při katastrofálních záplavách v Thesálii v roce 1503 před Kristem. Podle jiné verze legendy představuje souhvězdí Vodnář samotného Deukalióna.

## Hvězdy
| Hvězda | Jméno      | Hvězdná velikost |
| ------ | ---------- | ---------------- |
| α Aqr  | Sadalmelik | 2,95m            |
| β Aqr  | Sadalsuud  | 2,9m             |
| γ Aqr  | Sadalchbia | 3,86m            |
| δ Aqr  | Skat       | 3m               |

Nejjasnější hvězda tohoto souhvězdí je alfa s názvem Sadalmelik anebo Sadalmelek. Sadalmelik je veleobr se svítivostí 10 000× větší než svítivost Slunce (podle starších zdrojů pouze 6 000×). Na obloze se však nejeví jako nijak mimořádně jasný, protože se na něj díváme ze vzdálenosti 1 100 světelných let. Název hvězdy beta, Sadalsuud, má opět ve svém názvu štěstí. Jeho originální název Sadan Suud znamená "nejšťastnější hvězda", či "nejšťastnější ze šťastných". Je to, stejně jako Sadalmelik, veleobr spektrálního typu G.
Pěknou a známou dvojhvězdou je zeta Aquarii. Další dvoj- anebo vícenásobné hvězdy jsou Fí Aquarii, 94 Aquarii a 41 Aquarii.

## Objekty
M2 (NGC 7089) je kulová hvězdokupa patřící mezi nejkrásnější kulové hvězdokupy na obloze. Její celková jasnost je přibližně 6,4 magnitud. O mnoho slabší a hůře rozeznatelná je M72 na jihozápadním okraji souhvězdí. I toto je kulová hvězdokupa, která však dosahuje jen 9. magnitudu. M73 je objekt velmi zvláštní tím, že to vlastně žádný objekt není. Jedná se jen o náhodné seskupení (asterismus) 4 slabých hvězd ve zdánlivé blízkosti M72.
Nejznámější, anebo minimálně jedním z nejznámějších objektů tohoto souhvězdí, je planetární mlhovina NGC 7293 s názvem Helix, či v překladu Slimák. Při pohledu ze Země je to nejbližší a současně (napříč NGC označením) nejjasnější planetární mlhovina na obloze. Další známá planetární mlhovina je NGC 7009 resp. Mlhovina Saturn. Tato mlhovina se zdánlivou jasností asi 7,2 mag byla jedním z prvních objevů Williama Herschela v roce 1782. Jak napovídá její název, má podobný vzhled jako planeta Saturn.
V tomto souhvězdí mají své radianty až tři roje, leč žádný z nich není nijak mimořádně vydatný. Nazývají se Éta Aquaridy, Jižní Delta Aquaridy a Ióta Aquaridy podle hvězd, které jsou nejblíže radiantu.

## Poloha
Vodnář je rozsáhlé souhvězdí, jehož hvězdy nejsou příliš nápadné a nevytvářejí výrazný obrazec. Hvězdy, které ho tvoří, jsou slabší a poměrně nepravidelně uspořádané, takže nevytvářejí žádnou jednoznačnou podobu postavy. Spolu s Kozorohem patří mezi zvířetníková souhvězdí, která se dají na obloze nalézt nejhůře. Malou skupinku hvězd, do níž patří éta, zeta, pí, Sadachbia a Sadalmelik, zvanou též asterismus Vodní pohár, můžeme najít přímo pod hlavou Pegasa.